# Чакули (Палермо)
Чакули је насеље у Италији у округу Палермо, региону Сицилија.
Према процени из 2011. у насељу је живело 6307 становника. Насеље се налази на надморској висини од 54 м.